# Дом на улице Ленина, 44
Дом на улице Ленина, 44 — памятник архитектуры и истории во Владикавказе, Северная Осетия. Выявленный объект культурного наследия России и культурного наследия Северной Осетии. Находится в исторической части города на углу улиц Ленина, д. 44 и Куйбышева, д. 9.
Двухэтажное кирпичное здание построено в конце XIX века. В этом доме в 1903—1904 годах проживал осетинский поэт Коста Хетагуров и с 1918 по 1961 года — известный в городе врач Амазасп Иванович Фолосянц.
На доме укреплена мемориальная доска с информацией о проживании в нём Коста Хетагурова.